# Александер Стефан Рачинський
Александер Стефан Рачинський (пол. Aleksander Stefan Raczyński; 28 грудня 1872, Відень — 18 грудня 1941, Краків) — польський правник, педагог, громадський діяч, самоврядовець, політик, доктор права. Міністр сільського господарства і державних товарів Польської Республіки у 1926 році.

## Біографія
Народився 28 грудня 1872 року у Відні у родині землевласника Клеменса Рачинського.
Після закінчення навчання в гімназії (1889 р.) вивчав право у Віденському університеті, де здобув ступінь доктора права у 1893 році. Потім мав юридичну практику у Відні, адвокатську — у Львові (1908—1915). Після складання адвокатського іспиту у Львові розпочав самостійну адвокатську практику у цьому місті та Підгайцях. Тоді був заступником голови виділу (віцемаршалком) Підгаєцької повітової ради. Пізніше — голова Національного бюро реконструкції у Львові, заступник голови Консервативної християнсько-національної партії, член Польського економічного товариства у Львові.
З 21 червня 1926 по 30 вересня 1926 р. був міністром сільського господарства і державних товарів в уряді Казімежа Бартеля. Тоді він був головою Юридичної та аграрної комісії у Львові і входив до складу Львівського акційного іпотечного банку.
До початку Другої світової війни був доцентом економічного права в Університеті імені Яна Казимира у Львові.
Був власником табулярної маєтності Завалів та Завалівського замку після свого батька.
Помер 18 грудня 1941 року у Кракові. Похований на Раковицькому цвинтарі (поле LXXIII, ряд 18)

## Нагороди
- Командирський хрест із зіркою Ордену Відродження Польщі (1928)[2].

### Сім'я
Близько 1900 року одружився з Яніною Людвікою з Кольонн-Валевських (пол. Janina Ludwika Colonna-Walewska), з якою мали трьох синів:
- Стефан Клеменс Наполеон (пол. Stefan Klemens Napoleon; 1903—1978),
- Юзеф (пол. Józef; 1907—1929),
- Кароль Тадеуш Едвард (пол. Karol Tadeusz Edward; 1908—1992).